# Municipio de Mifflin (condado de Franklin)
El municipio de Mifflin (en inglés: Mifflin Township) es un municipio ubicado en el condado de Franklin en el estado estadounidense de Ohio. En el año 2010 tenía una población de 35710 habitantes y una densidad poblacional de 945,92 personas por km².

## Geografía
El municipio de Mifflin se encuentra ubicado en las coordenadas 40°1′32″N 82°52′21″O / 40.02556, -82.87250. Según la Oficina del Censo de los Estados Unidos, el municipio tiene una superficie total de 37.75 km², de la cual 37.28 km² corresponden a tierra firme y (1.25%) 0.47 km² es agua.

## Demografía
Según el censo de 2010, había 35710 personas residiendo en el municipio de Mifflin. La densidad de población era de 945,92 hab./km². De los 35710 habitantes, el municipio de Mifflin estaba compuesto por el 80.31% blancos, el 12.98% eran afroamericanos, el 0.26% eran amerindios, el 2.95% eran asiáticos, el 0.04% eran isleños del Pacífico, el 1.01% eran de otras razas y el 2.46% pertenecían a dos o más razas. Del total de la población el 2.6% eran hispanos o latinos de cualquier raza.